# Selandia (isola)
La Selandia (Sjælland [ˈʂɛˌlænˀ] in danese), anche detta Zelanda (dal germanico occidentale Zealand), è la maggiore isola della Danimarca. La capitale della Danimarca, Copenaghen, è situata in parte sulla costa orientale dell'isola ed in parte su Amager. Altre città dell'isola sono Roskilde e Elsinore.
È separata dall'isola di Fionia dallo stretto del Grande Belt, mentre lo stretto dell'Øresund la divide dalla regione svedese della Scania. È l'ottava isola più estesa dell'Unione europea e la quarta più abitata di tutto il continente europeo. È collegata a Fionia dal ponte sul Grande Belt, alla Svezia con il ponte di Øresund e con l'isola di Falster da due ponti sullo Storstrøm per il traffico verso il continente.

## Etimologia
L'origine del nome è controversa.
Land significa terra, quindi l'attenzione si è concentrata sul significato originario del primo elemento del composto sjæl-land. Tre le ipotesi principali:
- Nel danese attuale, sjæl significa "anima", quindi "terra delle anime"; il significato così formato risulta però strano e viene generalmente scartato.
- In antico danese *sjæ potrebbe essere stata una variante di siô/sæ col significato di "mare", quindi "terra del mare". Poiché tuttavia questo nome potrebbe applicarsi a qualunque delle tante isole della Danimarca, alcuni hanno proposto che anche land si sia modificato col tempo, a partire dalla forma lund (*sjæ-lund) con il significato complessivo di "bosco nel mare", in quanto isola particolarmente ricca di boschi.
- Infine si è ipotizzata un'antica parola *selha che può corrispondere all'attuale sæl ("foca") o avere un significato distinto, "indentazione". Unendola a land, forse con un termine intermedio sottinteso (*wundia), si formerebbe il significato di terra delle foche o terra dei fiordi.

Il nome dell'isola potrebbe anche avere origine semplicemente dall'antica popolazione delle coste dell'isola.

## Città
- Copenaghen (København)
- Elsinore (Helsingør)
- Frederiksberg
- Hillerød
- Holbæk
- Kalundborg
- Kongens Lyngby
- Køge
- Næstved
- Præstø
- Roskilde
- Slagelse
- Slangerup
- Sorø
- Tisvilde
- Vordingborg
- Vallensbæk